# Guvernoratul Sidi Bouzid
Guvernoratul Sidi Bouzid este una dintre cele 24 unități administrativ-teritoriale de gradul I ale Tunisiei.